# Western & Southern Open 2017
Пestern & Southern Open 2017  - чоловічий і жіночий тенісний турнір, що проходив на відкритих кортах з твердим покриттям Lindner Family Tennis Center у Мейсоні (США). Належав до категорії Masters 1000 в рамках Туру ATP 2017 і категорії Premier 5 у рамках Туру WTA 2017.. Це був 116-й за ліком Мастерс Цинциннаті серед чоловіків і 89-й - серед жінок. Тривав з 14 до 20 серпня 2017 року.
Марин Чилич і Кароліна Плішкова були чинними чемпіонами в одиночному розряді. Чилич знявся перед початком турніру через травму аддуктора, а Плашкова в півфіналі поступилась Гарбінє Мугуруса.

## Очки і призові

### Нарахування очок
| Дисципліна                 | П    | Ф   | ПФ  | ЧФ  | 1/8 | 1/16 | 1/32 | Q   | Q2  | Q1  |
| Чоловіки, одиночний розряд | 1000 | 600 | 360 | 180 | 90  | 45   | 10   | 25  | 16  | 0   |
| Чоловіки, парний розряд    | 1000 | 600 | 360 | 180 | 90  | 0    | Н/Д  | Н/Д | Н/Д | Н/Д |
| Жінки, одиночний розряд    | 900  | 585 | 350 | 190 | 105 | 60   | 1    | 30  | 20  | 1   |
| Жінки, парний розряд       | 900  | 585 | 350 | 190 | 105 | 5    | Н/Д  | Н/Д | Н/Д | Н/Д |

### Призові гроші
| Дисципліна                 | П        | F        | ПФ       | ЧФ       | 1/8     | 1/16    | 1/32    | Q2     | Q1     |
| Чоловіки, одиночний розряд | $954,225 | $467,880 | $235,480 | $119,740 | $62,180 | $32,780 | $17,700 | $4,080 | $2,075 |
| Жінки, одиночний розряд    | $522,450 | $260,970 | $128,330 | $60,105  | $29,100 | $14,965 | $7,850  | $      | $      |
| Чоловіки, парний розряд    | $295,500 | $144,670 | $72,570  | $37,250  | $19,250 | $10,160 | Н/Д     | Н/Д    | Н/Д    |
| Жінки, парний розряд       | $149,635 | $75,575  | $37,278  | $18,830  | $9,545  | $4,715  | Н/Д     | Н/Д    | Н/Д    |

## Учасники основної сітки в рамках чоловічого турніру

### Сіяні учасники
Нижче подано список сіяних гравців. Посів ґрунтується на рейтингу ATP станом на 7 серпня 2017. Рейтинг і очки перед наведено на 14 серпня 2017.
| Сіяний | Рейтинг | Гравець               | Очки перед | Очки, що захищає | Очки здобуті | Очки після | Підсумок                                        |
| ------ | ------- | --------------------- | ---------- | ---------------- | ------------ | ---------- | ----------------------------------------------- |
| 1      | 2       | Рафаель Надаль        | 7,555      | 90               | 180          | 7,645      | чвертьфінал, його переміг Нік Киріос            |
| 2      | 3       | Роджер Федерер        | 7,145      | 0                | 0            | 7,145      | знявся через травму спини                       |
| 3      | 8       | Домінік Тім           | 4,030      | 180              | 180          | 4,030      | чвертьфінал, його переміг Давид Феррер          |
| 4      | 7       | Олександр Звєрєв      | 4,470      | 10               | 10           | 4,470      | 2-ге коло, його переміг Френсіс Тіафо [WC]      |
| 5      | 9       | Кей Нісікорі          | 3,285      | 90               | 0            | 3,205      | знявся через травму правого зап'ястка           |
| 6      | 10      | Мілош Раоніч          | 3,230      | 360              | 0            | 2,870      | знявся через травму лівого зап'ястка            |
| 7      | 11      | Григор Димитров       | 3,070      | 360              | 1,000        | 3,710      | Чемпіон, — Нік Киріос                           |
| 8      | 12      | Жо-Вілфрід Тсонга     | 2,770      | 90               | 10           | 2,690      | 2-ге коло, його переміг Іво Карлович            |
| 9      | 13      | Давід Ґоффен          | 2,560      | 45               | 10           | 2,525      | 1 коло, його переміг Нік Киріос                 |
| 10     | 15      | Томаш Бердих          | 2,390      | 90               | 10           | 2,310      | 1 коло, його переміг Хуан Мартін дель Потро     |
| 11     | 17      | Пабло Карреньо Буста  | 2,305      | 10               | 90           | 2,385      | 3 коло, його переміг Давид Феррер               |
| 12     | 14      | Роберто Баутіста Аґут | 2,425      | 10               | 10           | 2,425      | 1 коло, його переміг Джаред Доналдсон [WC]      |
| 13     | 16      | Джек Сок              | 2,335      | 0                | 10           | 2,345      | 1 коло, його переміг Юіті Суґіта                |
| 14     | 19      | Джон Ізнер            | 2,110      | 10               | 360          | 2,460      | півфінал, його переміг Григор Димитров [7]      |
| 15     | 20      | Сем Кверрі            | 2,060      | 10               | 45           | 2,095      | 2-ге коло, його переміг Адріан Маннаріно        |
| 16     | 22      | Жіль Мюллер           | 1,885      | 0                | 45           | 1,930      | 2-ге коло, його переміг Альберт Рамос Віньйолас |

### Інші учасники
Учасники, що потрапили до основної сітки завдяки вайлд-кард:
- Джаред Доналдсон
- Стефан Козлов
- Tommy Paul
- Френсіс Тіафо

Гравці, що потрапили до основної сітки через стадію кваліфікації:
- Олександр Долгополов
- Крістофер Юбенкс
- Mitchell Krueger
- Maximilian Marterer
- Джон-Патрік Сміт
- Жуан Соуза
- Михайло Южний

Такі тенісисти потрапили в основну сітку як Щасливі лузери:
- Томас Фаббіано
- Крістіан Гаррісон
- Рамкумар Раманатхан
- Янко Типсаревич

### Відмовились від участі
До початку турніру
- Марин Чилич →його замінив  Хьон Чун
- Пабло Куевас →його замінив  Кайл Едмунд
- Новак Джокович (травма ліктя) →його замінив  Борна Чорич[9]
- Роджер Федерер (травма спини) →його замінив  Томас Фаббіано
- Енді Маррей (травма стегна) →його замінив  Данило Медведєв
- Гаель Монфіс →його замінив  Рамкумар Раманатхан
- Кей Нісікорі (травма правого зап'ястка) →його замінив  Янко Типсаревич
- Люка Пуй →його замінив  Ніколоз Басілашвілі
- Мілош Раоніч (травма лівого зап'ястка) →його замінив  Крістіан Гаррісон
- Жиль Сімон →його замінив  Їржі Веселий
- Стен Вавринка (травма коліна) →його замінив  Бенуа Пер

## Учасники основної сітки в парному розряді

### Сіяні пари
| Країна          | Гравець        | Країна    | Гравець      | Рейтинг1 | Сіяний |
| --------------- | -------------- | --------- | ------------ | -------- | ------ |
| Фінляндія       | Генрі Контінен | Австралія | Джон Пірс    | 5        | 1      |
| Польща          | Лукаш Кубот    | Бразилія  | Марсело Мело | 5        | 2      |
| Велика Британія | Джеймі Маррей  | Бразилія  | Бруно Соарес | 11       | 3      |
| США             | Боб Браян      | США       | Майк Браян   | 14       | 4      |
| Франція         | П'єр-Юг Ербер  | Франція   | Ніколя Маю   | 22       | 5      |
| ПАР             | Равен Класен   | США       | Ражів Рам    | 27       | 6      |
| Індія           | Роган Бопанна  | Хорватія  | Іван Додіг   | 31       | 7      |
| Австрія         | Олівер Марах   | Хорватія  | Мате Павич   | 34       | 8      |

- Рейтинг подано станом на 7 серпня 2017

### Інші учасники
Нижче наведено пари, які отримали вайлдкард на участь в основній сітці:
- Джаред Доналдсон /  Стефан Козлов
- Джек Сок /  Jackson Withrow

### Відмовились від участі
Під час турніру
- Роберто Баутіста Аґут

## Учасниці основної сітки в рамках жіночого турніру

### Сіяні учасниці
| Країна          | Гравчиня            | Рейтинг | Сіяна |
| --------------- | ------------------- | ------- | ----- |
| Чехія           | Кароліна Плішкова   | 1       | 1     |
| Румунія         | Сімона Халеп        | 2       | 2     |
| Німеччина       | Анджелік Кербер     | 3       | 3     |
| Іспанія         | Гарбінє Мугуруса    | 4       | 4     |
| Україна         | Еліна Світоліна     | 5       | 5     |
| Данія           | Каролін Возняцкі    | 6       | 6     |
| Велика Британія | Джоанна Конта       | 7       | 7     |
| Росія           | Світлана Кузнецова  | 8       | 8     |
| США             | Вінус Вільямс       | 9       | 9     |
| Польща          | Агнешка Радванська  | 10      | 10    |
| Словаччина      | Домініка Цібулкова  | 11      | 11    |
| Латвія          | Олена Остапенко     | 12      | 12    |
| Франція         | Крістіна Младенович | 13      | 13    |
| Чехія           | Петра Квітова       | 14      | 14    |
| Латвія          | Анастасія Севастова | 16      | 15    |
| США             | Медісон Кіз         | 17      | 16    |

- Рейтинг подано станом на 7 серпня 2017

### Інші учасниці
Учасниці, що потрапили до основної сітки завдяки вайлд-кард:
- Осеан Доден
- Марія Шарапова[10]
- Слоун Стівенс

Гравчині, що потрапили до основної сітки через стадію кваліфікації:
- Франсуаз Абанда
- Ешлі Барті
- Вероніка Сепеде Ройг
- Каміла Джорджі
- Беатріс Аддад Майя
- Александра Крунич
- Варвара Лепченко
- Магда Лінетт
- Моніка Пуїг
- Олександра Соснович
- Тейлор Таунсенд
- Донна Векич

Як щасливий лузер в основну сітку потрапили такі гравчині:
- Наталія Віхлянцева

### Відмовились від участі
До початку турніру
- Марія Шарапова →її замінила  Наталія Віхлянцева
- Саманта Стосур →її замінила  Юлія Гергес

## Учасниці основної сітки в парному розряді

### Сіяні пари
| Країна            | Гравчиня          | Країна    | Гравчиня           | Рейтинг1 | Сіяна |
| ----------------- | ----------------- | --------- | ------------------ | -------- | ----- |
| Росія             | Катерина Макарова | Росія     | Олена Весніна      | 7        | 1     |
| Китайський Тайбей | Чжань Юнжань      | Швейцарія | Мартіна Хінгіс     | 11       | 2     |
| Чехія             | Луціє Шафарова    | Чехія     | Барбора Стрицова   | 12       | 3     |
| Індія             | Саня Мірза        | КНР       | Пен Шуай           | 19       | 4     |
| Угорщина          | Тімеа Бабош       | Чехія     | Андреа Главачкова  | 26       | 5     |
| Чехія             | Луціє Градецька   | Чехія     | Катерина Сінякова  | 30       | 6     |
| Австралія         | Ешлі Барті        | Австралія | Кейсі Деллаква     | 30       | 7     |
| США               | Абігейл Спірс     | Словенія  | Катарина Среботнік | 45       | 8     |

- Рейтинг подано станом на 7 серпня 2017

### Інші учасниці
Нижче наведено пари, які отримали вайлдкард на участь в основній сітці:
- Алекса Ґлетч /  Кейті Макнеллі

Наведені нижче пари отримали місце як заміна:
- Людмила Кіченок /  Леся Цуренко

### Відмовились від участі
До початку турніру
- Катерина Макарова

## Переможці та фіналісти

### Чоловіки. Одиночний розряд
- Григор Димитров —  Нік Киріос, 6–3, 7–5

### Одиночний розряд. Жінки
- Гарбінє Мугуруса —  Сімона Халеп, 6–1, 6–0

### Парний розряд. Чоловіки
- П'єр-Юг Ербер /  Ніколя Маю —  Джеймі Маррей /  Бруно Соарес, 7–6(8–6), 6–4

### Парний розряд. Жінки
- Чжань Юнжань /  Мартіна Хінгіс —  Сє Шувей /  Моніка Нікулеску, 4–6, 6–4, [10–7]